# ブチルヒドロキシアニソール
ブチルヒドロキシアニソール（Butylated hydroxyanisole、しばしばBHAと略される）とは、脂溶性の有機化合物であり、主に酸化防止を目的として用いられる食品添加物である。また、化粧品などにも添加される場合がある。

## 使用基準
日本におけるブチルヒドロキシアニソール（BHA)の使用基準は、以下の通りである。
主要用途
酸化防止剤
対象食品
魚介冷凍品（生食用冷凍鮮魚介類及び生食用冷凍かきを除く）及び、鯨冷凍品（生食用鯨冷凍品を除く）の浸漬液 - 浸漬液に対して、1.0 (g/kg)
油脂、バター、魚介乾製品、魚介塩蔵品、乾燥裏ごしいも - 0.20 (g/kg)
使用制限
ジブチルヒドロキシトルエンと併用する場合は、その合計濃度が使用基準を超過してはならない。

## 発がん性および抗がん性について
1982年に名古屋市立大学の伊東信行ら研究グループによってラットの前胃に対しての発がん性が報告されたものの、発がん性の見られた用量と、全く影響が見られなかった用量が明確であり、かつ発がん性の見られた用量は、通常使用量の数万倍であった。伊東信行らによれば、発がん性の見られた用量は1322 (mg/kg/日)、組織の過形成が見られた用量は109.6 (mg/kg/日)であった。なお、何も変化が見られなかった用量は54.8 (mg/kg/日)であり、これが最大無毒性量（NOAEL）と判断された。ヒトにおける1日摂取許容量（ADI）は安全率を考慮して、日本では0.5 (mg/kg/日)と設定された。
また、オランダでのコホート研究では、食物経由での常識的な摂取量であれば、胃がんとの関連性は見られないと報告された。欧州食品安全委員会は2011年に再評価を行い、ADIを倍量の1.0 (mg/kg/日)に引き上げた。
一方で、動物実験での話だが、BHAには既知の発がん性物質によって誘導された病変を抑制する作用も報告された。1996年にWilliamsは、ラットにおいてアフラトキシンB1による肝臓ガン発生の抑制を報告した。また1986年に、伊東らは7,12-ジメチルベンズアントラセンで誘発された乳腺ガンの抑制を報告した。
なお、IARC発がん性リスク一覧では、ヒトに対する発がん性が疑われるGroup 2B（動物では安全性および発がん性に関するエビデンスが有るものの、ヒトに対してはエビデンスや疫学的なデータがない）に分類されている。